# Wish (canción de Nine Inch Nails)
«Wish» es el segundo sencillo promocional del EP de Nine Inch Nails, Broken. Una de las canciones más populares de NIN, "Wish" afirmó la imagen que tenía el público de Trent Reznor como una estrella llena de furia. "Wish" fue nombrado Mejor Interpretación de Metal en los Premios Grammy de 1993. Reznor bromeó diciendo que en su epitafio se leería: "REZNOR: Murió. Dijo 'fist fuck' y ganó un Grammy."

## Remixes
"Wish" ha sido remixada dos veces en Fixed, como "Wish (Remix)" y "Fist Fuck". Ambos remixes fueron hechos por J. G. Thirlwell.

## Videoclip
El video para "Wish" fue dirigido por Peter Christopherson, quien también dirigió "March Of The Pigs" y the Broken Movie.
El video presenta a la banda tocando en una jaula, la cual los separa de una multitud enfurecida que trata de entrar para atacarlos. El final del video muestra a la multitud abriendo la jaula, entrando y atacando a la banda. MTV sintió que la escena final era muy violenta y fueron usadas tomas alternativas. El video se puede encontrar también en Broken Movie.
Un segundo video, en vivo, fue filmado por Simon Maxwell para Closure en 1995. Las tomas usadas son diferentes de las del tema en Closure.

## El sencillo
«Wish» nunca fue producido como un sencillo para ser vendido al público, mayormente porque Broken no era mucho más largo que un sencillo. A pesar de esto, varios discos promocionales fueron distribuidos.

### 12"
1. «Wish» (Remix Version by J. G. Thirlwell) [9:08]
2. «Wish» (EP Versión) [3:47]

### CD
1. «Wish» (Censored mix) [3:37]

## Versiones
- The Dillinger Escape Plan la tocó en su Plagiarism (EP) y se unieron a Nine Inch Nails para tocarla en dos shows del festival australiano Soundwave Festival 2009 y más tarde en Bonaroo 2009 y el último show de NIN en Wiltern Theater de Los Ángeles el 10 de septiembre de 2009.
- También puede ser encontrada en el lanzamiento de 2002 de Beatsteaks, "Wohnzimmer Ep", con muchas alteraciones en la letra
- Wish también fue tocada por Behemoth en su EP de 2003, Conjuration.
- Linkin Park tocó la canción en vivo en el Rock Am Ring 2004 en Alemania y en su Projekt Revolution tour.

- Datos: Q2484375